# Baldissero d’Alba
Baldissero d’Alba ist eine Gemeinde in der italienischen Provinz Cuneo (CN), Region Piemont.

## Lage und Einwohner
Baldissero d’Alba liegt rund 60 km nordöstlich von der Provinzhauptstadt Cuneo entfernt in der Region Roero. Dort sind Teile der Rebflächen im Wein gleichen Namens zugelassen. Das Gemeindegebiet umfasst eine Fläche von 15 km² und hat 1061 Einwohner (Stand 31. Dezember 2023). 
Die Nachbargemeinden sind Ceresole Alba, Corneliano d’Alba, Montaldo Roero, Sommariva del Bosco und Sommariva Perno.

## Geschichte

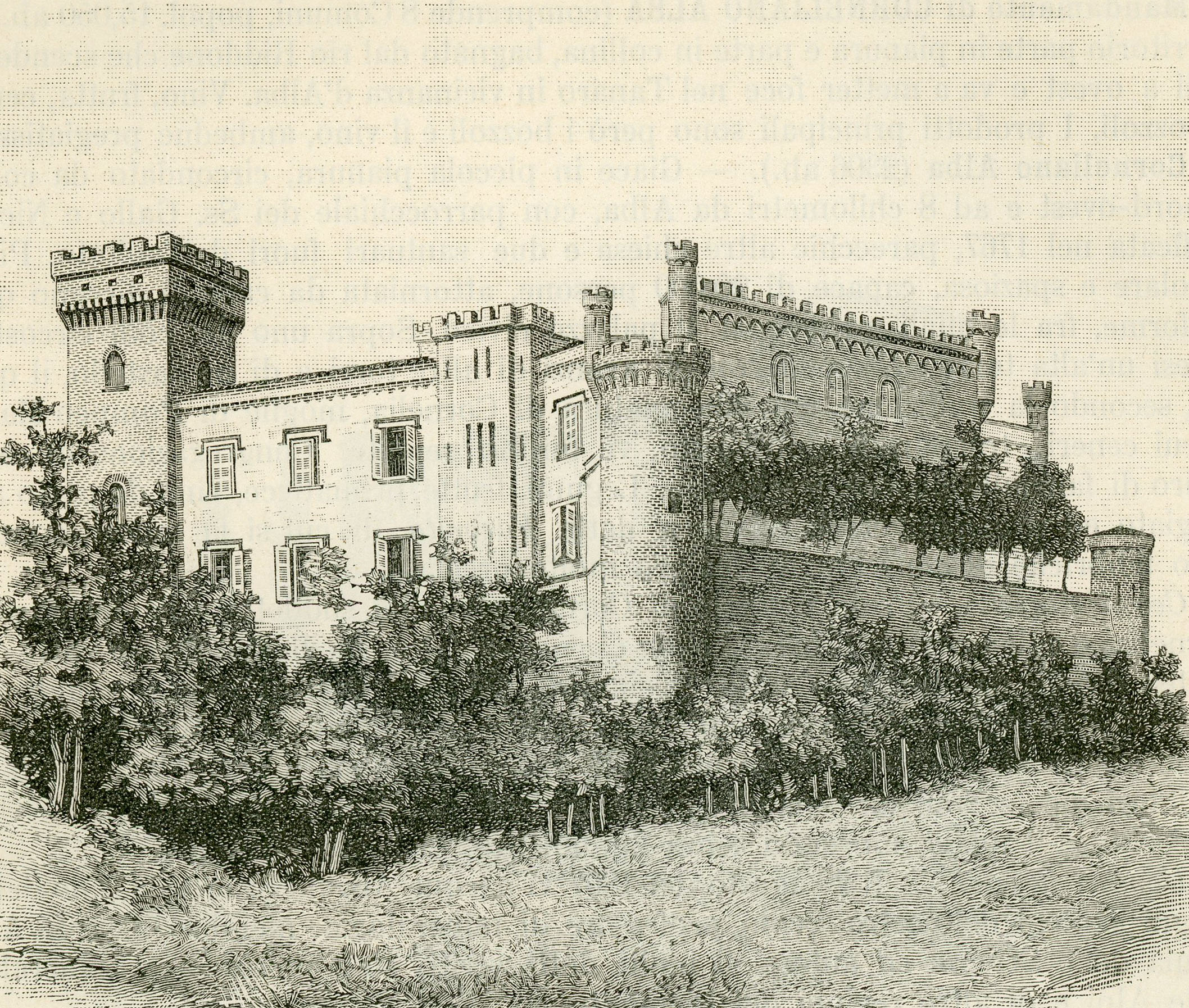
Castello 1891

Der Ortsname, der in mittelalterlichen Dokumenten in den Formen „Baudiserius“ und „Baldisserus“ belegt ist, leitet sich wahrscheinlich vom germanischen Personennamen „Baldesid“ ab, wobei bei der Bildung das Suffix -ERUS, das sich mit -ERIUS oder -ARIUS abwechselt, hinzugefügt wurde von Adjektiven mit der Bedeutung „zugehörig zu“. 
Die ersten Ereignisse des Dorfes sind nach dem Jahr 1000 zu beobachten, als es zunächst zum Lehen von Sommariva Perno gehörte und dann im 13. Jahrhundert autonom wurde, unter der Herrschaft des Bischofs von Asti und mit der örtlichen Herrschaft der Familie de Baldissero die mit den Markgrafen von Saluzzo verbunden waren und deren Schicksal bis zum Aussterben ihrer Markgrafen im Jahr 1548 verfolgten. Anschließend blieb es bis zum Vertrag von Lyon (1601) in der Abhängigkeit Frankreichs, um anschließend in den Herrschaftsbereich des Hauses Savoyen zu gelangen.

## Sehenswürdigkeiten
- Castello dei Colonna, bereits 1268 erwähnte Burg.
- Chiesa parrocchiale di Santa Caterina, Hauptkirche.
- Chiesa di Sant’Antonino, Kirche aus dem 13. Jahrhundert.